# The Green Years
The Green Years (Brasil: Anos de Ternura / Portugal: Alma Forte) é um filme norte-americano de 1946, do gênero drama, dirigido por Victor Saville  e estrelado por Charles Coburn e Tom Drake.